# Lucyan David Mech
Lucyan David Mech est un zoologiste américain, né le 18 janvier 1937 à Aubrun (État de New York).

## Biographie
Il obtient son Bachelor of Sciences à l’Université Cornell en 1958 et un Ph. D. de l’Université Purdue en 1962
Cet expert du loup travaille depuis 1970 au département de l’intérieur du gouvernement américain et enseigne à l’université du Minnesota à Saint Paul. Il étudie les populations de loups dans de nombreuses régions dont l’île Royale, le Minnesota, le Canada, l’Italie, l’Alaska, à Yellowstone...
Il fait paraître plus de dix livres sur les loups notamment The Wolf: The Ecology and Behavior of an Endangered Species (1970) à l’University of Minnesota Press et avec Luigi Boitani Wolves: Behavior, Ecology, and Conservation (2003) à l’University of Chicago Press.